# Nicolas Mirande
Nicolas Mirande est un homme politique français né le 14 juin 1746 à Mauriac (Cantal) et mort le 9 décembre 1815 au même lieu.

## Biographie
Avocat au Parlement de Paris en 1770, il exerce au bailliage d'Aurillac. En 1790, il est membre de l'administration départementale du Cantal, puis juge au tribunal de district. Il est député suppléant à la Convention et est admis à siéger le 7 octobre 1793. Il est ensuite messager d'État au Conseil des Cinq-Cents, puis commissaire près le tribunal correctionnel de Mauriac, puis procureur impérial en 1805. Il meurt en fonction en 1815.

## Sources
- « Nicolas Mirande », dans Adolphe Robert et Gaston Cougny, Dictionnaire des parlementaires français, Edgar Bourloton, 1889-1891 [détail de l’édition]